# Isoetes sehnemii
Isoetes sehnemii är en kärlväxtart som beskrevs av Hans Peter Fuchs. Isoetes sehnemii ingår i släktet braxengräs, och familjen Isoetaceae. Inga underarter finns listade i Catalogue of Life.